# Lycée Docteur-Koeberlé
Pour les articles homonymes, voir Koeberlé.
Le lycée Docteur-Koeberlé est un lycée français situé dans la ville de Sélestat.

## Histoire
Le lycée Docteur-Koeberlé — appelé jadis collège — est inauguré en 1912. Il se nomme alors Wimpfeling-Gymnasium en hommage au pédagogue sélestadien Jacques Wimpfeling.
Pendant la Première Guerre mondiale, le gymnase est converti en hôpital militaire et les services scolaires sont transférés dans la commanderie Saint-Jean, l’actuel office de tourisme de Sélestat. 
Après la guerre, le collège porte quelques années (1922-1925) le nom de Jean-Baptiste Schwilgué, ancien professeur de mathématiques du collège et constructeur de l’horloge astronomique de la cathédrale de Strasbourg. Depuis 1925, il se dénomme collège puis lycée Docteur-Koeberlé, en l’honneur du chirurgien Eugène Koeberlé.
L’établissement attire de plus en plus d’élèves de Sélestat et de la région environnante et, dans les années 60, il devient trop petit (900 élèves à la rentrée 1962). Son extension devient indispensable. Les travaux d’agrandissement ont lieu à partir de 1967, et s’étaleront sur plusieurs années avec l’adjonction d’ailes supplémentaires à l’ancien Kaschtel, d’un internat, d’un réfectoire, d’installations sportives.

## Classement
En 2024, le lycée se classe 5e sur 36 au niveau départemental en termes de qualité d'enseignement, et 166e au niveau national. Le classement s'établit sur trois critères : le taux de réussite au bac, la proportion d'élèves de première qui obtient le baccalauréat en ayant fait les deux dernières années de leur scolarité dans l'établissement, et la valeur ajoutée (calculée à partir de l'origine sociale des élèves, de leur âge et de leurs résultats au diplôme national du brevet).